# روبرت بين
روبرت بين (بالإنجليزية: Robert Bean)‏ هو سياسي بريطاني، ولد في 5 سبتمبر 1935، وتوفي في 7 ديسمبر 1987. حزبياً، نشط في حزب العمال. في الانتخابات العامة في المملكة المتحدة أكتوبر 1974 ‏، انتخب عضو البرلمان السابع والأربعون للمملكة المتحدة عن دائرة Rochester and Chatham (UK Parliament constituency) ‏ خلال فترته النيابية ‏ (10 أكتوبر 1974 – 7 أبريل 1979).